# Antigua Alhóndiga (Puebla)
La Antigua alhóndiga es un edificio que se encuentra en Puebla de Zaragoza, ubicado en el Pasaje del Ayuntamiento y la calle 2 Oriente. Actualmente es un hotel, el cual tiene su relevancia debido a que es uno de los edificios con mayor antigüedad construidos en la ciudad de Puebla en la época Virreinal.

## Historia
La Alhóndiga de Puebla fue creada en el año 1676 por disposición del virrey fray Payo Enríquez de Rivera, con el propósito de ser utilizada para la venta y expendio de maíz, así como para la comercialización de trigo, harina y cebada.
A pesar de que algunas pruebas de carbono-14 han sido aplicadas en algunos pilares del inmueble, demuestran que la  antigüedad es semejante a la de la Catedral, evidenciando así que la construcción corresponde al año 1626, haciendo parte así de uno de los primeros inmuebles construidos en la ciudad de Puebla en la época virreinal. En el año de 1824 se estableció la primera "Cámara del Congreso" y para el año de 1832 el presidente don Manuel Gómez Pedraza en la sala de sesiones hizo el juramento para la Presidencia de la República, el 26 de diciembre del mismo año. Posterior a ello se instaló el "Supremo Tribunal de Justicia del Estado".
Durante la visita del presidente Porfirio Díaz en 1896 se realizaron en este edificio las festividades. En la entrada, en el descanso de una escalera de piedra, se observa una placa de talavera empotrada, que enmarca el legado histórico que tiene la Alhóndiga. 
Debido a su importancia, fue seleccionado por la emperatriz Carlota para festejar su cumpleaños el 7 de junio del año de 1864, así también en el año de 1886, se realizó una fiesta para celebrar la visita de Porfirio Díaz.

## Actualidad
La alhóndiga ha sido modificada en diversas ocasiones en su mayoría en el interior, aunque de igual modo se han removido en distintas ocasiones la cantera gris de su fachada.
Durante las últimas décadas del Virreinato el inmueble se encontraba desocupado y actualmente funge como hotel.